# Eugen Wüster
Eugen Bernhard Casper Wüster (Wieselburg, Austria, 10 de octubre de 1898 - Viena, 29 de marzo de 1977), conocido como Eugen Wüster, fue un industrial y terminólogo, conocido por ser el padre de la terminología como disciplina autónoma e independiente. Se le considera fundador de la llamada escuela de Viena o escuela vienesa de esa disciplina.

## Historia
Wüster comenzó a entusiasmarse por el esperanto cuando tenía 15 años. Poco después, comenzó a hacer traducciones del esperanto y realizó varias monografías y numerosos artículos, sobre todo relacionados con la terminología y lexicografía del esperanto. Se formó en el campo de la ingeniería eléctrica y más tarde se hizo cargo de la fábrica de su padre.
Desde mediados de 1918 a 1920, desde los 18 a los 22 años de edad, Wüster compiló el núcleo de la legendaria enciclopedia Esperanto-Alemán, que es hasta el día de hoy inigualable por su presentación detallada y fiel del vocabulario temprano del esperanto y del uso de L. L. Zamenhof, iniciador del esperanto.
La experiencia que Wüster adquirió durante la elaboración de esta enciclopedia le sirvió de base para su tesis de Stuttgart, la cual es considerada como un trabajo seminal sobre la Terminología como Ciencia.
Gracias a sus investigaciones sobre la  técnica internacional, el Comité Técnico de Normalización Terminológica de la Organización Internacional de Normalización (ISO / TC 37) se estableció en 1936.
Wüster forjó los principios internacionales de normalización terminológica y ha contribuido de manera significativa a los cimientos de la sociedad de la información moderna.
Fue profesor en la Universidad de Viena, así como fundador de la Escuela de Viena. El Archivo Eugen Wüster-en la Universidad de Viena, así como en el Museo de Esperanto y el Departamento de Lenguas planificadas de la Biblioteca Nacional de Austria se basan en gran medida en el material que él legó.
El Premio «Eugen Wüster» por logros destacados en el campo de la investigación terminológica ha sido establecido bajo el auspicio de la Universidad de Viena y la ciudad de Viena.

## Terminología
Wüster colaboró en la compilación y publicación de la primera edición del Vocabulario Electrotécnico Internacional (Londres, 1938). La última versión de este vocabulario está disponible en línea.
También trabajó sobre los problemas de la bibliografía, sobre la reforma de la ortografía alemana, sobre el sistema de Clasificación Decimal Universal, así como sobre los problemas en informática. 
Wüster fue un experto en sierras, y editó un diccionario estándar basándose en su diccionario The Machine Tool, cuya versión más reciente está disponible en línea.  En 1971 Wüster inició la fundación Infoterm, que apoyó activamente hasta su muerte. 
Wüster dejó numerosos manuscritos no publicados sobre diversos temas.